# Liolaemus nigroventrolateralis
Liolaemus nigroventrolateralis este o specie de șopârle din genul Liolaemus, familia Tropiduridae, descrisă de Ortiz 1994. Conform Catalogue of Life specia Liolaemus nigroventrolateralis nu are subspecii cunoscute.